# جشن نیم‌تولد
جشن نیم‌تولد (انگلیسی: Half-birthday) روزی حدوداً شش ماه قبل یا بعد روز جشن تولد یک شخص است. این رو معمولاً توسط اشخاصی که تولدشان با روز جشن دیگری که ممکن است جشن تولدشان را تحت تأثیر قرار دهد گرامی داشته می‌شود. همچنین ممکن است دانش‌آموزان و دانشجویانی که روز تولدشان در سال تحصیلی قرار نمی‌گیرد با برگزاری نیم‌تولد یک جشن تولد و یک نیم‌کیک، جشنی با حضور هم‌کلاسی‌هایشان داشته باشند.